# Della Rena (famiglia)
I Della Rena furono una famiglia aristocratica italiana, attiva a Firenze a partire dal XIV secolo.
Originaria di Colle di Val d'Elsa, a Firenze ottenne 3 Gonfalonieri di Giustizia e 18 Priori fra il 1305 e il 1527.